# Mueang Prachinburi (huyện)
Mueang Prachinburi (tiếng Thái: เมืองปราจีนบุรี) là huyện thủ phủ (Amphoe Mueang) của tỉnh Prachinburi, phía đông Thái Lan.

## Địa lý
Các huyện giáp ranh (từ phía đông theo chiều kim đồng hồ) là: Prachantakham, Si Maha Phot, Si Mahosot và Ban Sang của tỉnh Prachinburi, và Pak Phli của tỉnh Nakhon Nayok.

## Hành chính
Huyện này được chia thành 13 phó huyện (tambon), các đơn vị này lại được chia ra thành 144 làng (muban). Prachinburi là một thị xã (thesaban mueang) nằm trên toàn bộ tambon Na Mueang. Có hai thị trấn (thesaban tambon) - Ban Na Prue nằm trên một phần của tambon Noen Hom, và Khok Makok nằm trên một phần của tambon Non Hom.Có 12 Tổ chức hành chính tambon.
| STT. | Tên          | Tên Thái | Số làng | Dân số |  |
| ---- | ------------ | -------- | ------- | ------ |  |
| 1.   | Na Mueang    | หน้าเมือง  | -       | 19.910 |  |
| 2.   | Rop Mueang   | รอบเมือง  | 9       | 6.092  |  |
| 3.   | Wat Bot      | วัดโบสถ์   | 11      | 2.922  |  |
| 4.   | Bang Decha   | บางเดชะ  | 9       | 3.143  |  |
| 5.   | Tha Ngam     | ท่างาม    | 12      | 4.720  |  |
| 6.   | Bang Boribun | บางบริบูรณ์ | 6       | 1.296  |  |
| 7.   | Dong Phraram | ดงพระราม | 12      | 12.703 |  |
| 8.   | Ban Phra     | บ้านพระ   | 19      | 15.396 |  |
| 9.   | Khok Mai Lai | โคกไม้ลาย | 7       | 3.977  |  |
| 10.  | Mai Khet     | ไม้เค็ด    | 12      | 11.342 |  |
| 11.  | Dong Khilek  | ดงขี้เหล็ก  | 14      | 9.640  |  |
| 12.  | Noen Hom     | เนินหอม   | 20      | 9.304  |  |
| 13.  | Non Hom      | โนนห้อม   | 13      | 5.794  |  |